# Сьверчув (Свентокшиське воєводство)
Сьверчув (пол. Świerczów) — село в Польщі, у гміні Стомпоркув Конецького повіту Свентокшиського воєводства.
Населення — 446 осіб (2011).
У 1975-1998 роках село належало до Келецького воєводства.

## Демографія
Демографічна структура на день 31 березня 2011 року:
|          | Загалом | Допрацездатний вік | Працездатний вік | Постпрацездатний вік |
| -------- | ------- | ------------------ | ---------------- | -------------------- |
| Чоловіки | 238     | 43                 | 169              | 26                   |
| Жінки    | 208     | 38                 | 120              | 50                   |
| Разом    | 446     | 81                 | 289              | 76                   |